# Warud
Warud là một thành phố và là nơi đặt hội đồng đô thị (municipal council) của quận Amravati thuộc bang Maharashtra, Ấn Độ.

## Nhân khẩu
Theo điều tra dân số năm 2001 của Ấn Độ, Warud có dân số 41.005 người. Phái nam chiếm 51% tổng số dân và phái nữ chiếm 49%. Warud có tỷ lệ 77% biết đọc biết viết, cao hơn tỷ lệ trung bình toàn quốc là 59,5%: tỷ lệ cho phái nam là 80%, và tỷ lệ cho phái nữ là 74%. Tại Warud, 12% dân số nhỏ hơn 6 tuổi.